# Pouligny-Saint-Pierre
|  | Per a altres significats, vegeu «Pouligny-Saint-Pierre (formatge)». |

Pouligny-Saint-Pierre és un municipi al departament de l'Indre de la regió francesa de Centre-Vall del Loira.